# 889 до н. е.

## Події
Після смерті Осоркона І до влади в Єгипті прийшов його син Такелот І. Розпочалися міжусобиці між членами лівійської династії.

## Померли
Осоркон І, фараон Єгипту.
Шешонк ІІ, фараон (єдиний з ХХІІ династії, чия гробниця збереглася непограбованою).